# Protomartyr
Protomartyr is een Amerikaanse postpunk-band, opgericht in 2010 en afkomstig uit Detroit. De band bestaat uit zanger Joe Casey, gitarist Greg Ahee, bassist Scott Davidson en drummer Alex Leonard. In 2020 was Kelley Deal tijdens de tournee tijdelijk bandlid op toetsen en gitaar en verzorgde ze achtergrondzang.

## Geschiedenis
In 2012 verscheen het debuutalbum No Passion All Technique. Na de opvolger Under Color of Official Right (2014) brak de band in 2015 door met The Agent Intellect  en werd in diverse jaarlijsten verkozen, zoals die van The A.V. Club, Chicago Tribune, Rolling Stone, Metacritic, en Consequence of Sound.
Protomartyr tekende in 2017 bij Domino Records en bracht daar vervolgens de albums Relatives in Descent (2017), Ultimate Success Today (2020) en Formal Growth in the Desert (2023) uit.

## Stijl
De muziek van Protomartyr wordt meestal ondergebracht bij postpunk en punkrock. Volgens Josh Terry van Consequence of Sound mengt de band "de duistere sfeer van de Britse postpunk van de jaren zeventig met de rauwe gevoeligheid van zijn garagerock-voorgangers uit Motor City." Vergelijkingen worden getrokken met andere postpunk-bands, zoals Wire, the Fall, Pere Ubu, the Constantines en Iceage. De bariton van Joe Casey wordt ook wel vergeleken met die van Ian Curtis van Joy Division, Mark E. Smith van the Fall en Nick Cave.

## Bandleden
- Joe Casey  - zang
- Greg Ahee  - gitaar
- Alex Leonard  - drums
- Scott Davidson - basgitaar

## Discografie

### Albums
- 2012 No Passion All Technique
- 2014 Under Color of Official Right
- 2015 The Agent Intellect
- 2017 Relatives in Descent
- 2020 Ultimate Success Today
- 2023 Formal Growth in the Desert

### Live-albums
- 2012 Rosé, a Fine Wine to Be Enjoyed by Couples or Friends at Any Occasion
- 2013 Vari-Speed Mithridates
- 2015 Dredging the Grotto
- 2020 Security by Shadow

### Ep's
- 2018 Consolation

### Singles
- 2012 "Dreads 85 84" (7")
- 2012 "Colpi Proibiti" (7")
- 2015 "Dope Cloud"
- 2015 "Scum, Rise!"
- 2015 "Jumbo's (Live)"
- 2015 "580 Memories"
- 2016 "Born to Be Wine"
- 2017 "My Children"
- 2017 "Don't Go to Anacita"
- 2018 "Wheel of Fortune"
- 2020 "Processed by the Boys"
- 2020 "Worm in Heaven"
- 2020 "Michigan Hammers"
- 2020 "Old Spool and Gurges 1"
- 2023 "Make Way"
- 2023 "Elimination Dances"
- 2023 "Polacrilex Kid"

### Splits en samenwerkingen
- 2015 A Half of Seven: "Blues Festival"/"Loud Underneath" (met R. Ring) (2015, Hardly Art)
- 2017 Live at Vera: "Uncle Mother's"/"Barfuß durch die Scherben" (met Die Nerven [de])
- 2018 Irony Prompts a Party Rat: "Corinthian Leather"/"Bags & Cans" (met Spray Paint)
- 2018 Telemetry at Howe Bridge: "Pontiac '87"/"Forbidden" (met Preoccupations)